# ツワネ原則
ツワネ原則（ツワネげんそく）とは、50項目からなる「国家安全保障と情報への権利に関する国際原則（英語：Global Principles On National Security And The Right To Information ）」の通称。

## 概説
アメリカの財団、Open Society Justice Initiativeによる呼びかけにより「安全保障のための秘密保護」と「知る権利の確保」という対立する2つの課題の両立を図るため、国際連合、米州機構、欧州安全保障協力機構、人及び人民の権利に関するアフリカ委員会の関係者を含む、世界70か国以上から500人を超える専門家により、2年以上かけて作成された。2013年6月に南アフリカの都市・ツワネで採択されたことから「ツワネ原則」と呼ばれる。

## 理念
- 誰もが公的機関の情報にアクセスする権利を有し、その権利を制限する正当性を証明するのは政府の責務である。
- 政府は、防衛・外交・諜報に於いて、開示すると問題がある限られた範囲で合法的に情報を制限することができる。
- 国際人権・人道法に反する情報は秘密にしてはならない。
- 秘密指定の期限や公開請求手続きを定める。
- すべての情報にアクセスできる独立監視機関を置く。
- 情報開示による公益が秘密保持による公益を上回る場合には内部告発者は保護される。
- メディアなど非公務員は処罰の対象外とする。

## 原則
全部で50の原則が示されている。
その原則は以下の通り。

第1章 一般的諸原則
原則1： 情報に対する権利
原則2： 本原則の適用
原則3： 国家安全保障上の理由に基づいた情報に対する権利の制限のための要件
原則4： あらゆる制限の正当性を確立するために公的機関が担うこと
原則5： あらゆる公的機関への適用
原則6： 監視機関による情報へのアクセス
原則7： 資源
原則8： 緊急事態

第2章 国家安全保障を理由に秘匿され得る情報と開示されるべき情報
原則9： 合理的に秘匿され得る情報
原則10： 公開することが望ましいと強く推定される情報又は公開による利益が大きい情報のカテゴリー

第3章A 情報の機密指定及び機密解除に関する規則
原則11： 情報を機密指定する理由を述べる義務
原則12： 機密指定の規則へのパブリック・アクセス
原則13： 機密指定の権限
原則14： 機密指定に対する内部での異議申立を促進する
原則15： 国家安全保障に関する情報を保管し、管理し、維持する義務
原則16： 機密扱いの期間の期限
原則17： 機密指定解除の手続き

第3章B 情報請求の扱いについての規則
原則18： 情報が機密扱いになっていたとしても、請求を検討する義務
原則19： 承認又は否認する義務
原則20： 拒否の理由を書面で述べる義務
原則21： 遺失した情報を回復又は再構築する義務
原則22： 文書の一部を開示する義務
原則23： 秘匿された情報を特定する義務
原則24： 入手可能な形式によって情報を提供する義務
原則25： 情報請求に対する回答の期限
原則26： 情報の秘匿の決定を審査する権利

第4章 国家安全保障と情報への権利の司法的側面
原則27： 司法による監視についての一般原則
原則28： 訴訟手続へのパブリック・アクセス
原則29： 刑事訴訟の当事者による情報へのアクセス
原則30： 民事訴訟の当事者による情報へのアクセス

第5章 安全保障部門を監視する機関
原則31： 独立監視機関の設置
原則32： 任務の遂行のために必要な、情報への無制限のアクセス
原則33： 情報へのアクセスを保証するために必要な権限、資源、手続き
原則34： 独立監視機関の透明性
原則35： 安全保障部門の監視機関が扱う情報を保護するための対策
原則36： 立法府が有する、情報公開の権限

第6章 公務関係者による公益的開示
原則37： 不正行為
原則38： 不正行為を示す情報開示の理由、動機及び証明
原則39： 組織内部において又は監視機関に対して行われる保護された開示の手続き及びその対応
原則40： 公衆に対する情報開示の保護
原則41： 不正行為を示す情報の暴露に対する報復措置からの保護
原則42： 保護された開示の勧奨並びに促進
原則43： 公務関係者のための公益的保護

第7章 公衆への情報暴露に対する制裁又は制約行為の制限
原則44： 情報取り扱い公務員が誠実に行った合理的な情報暴露に対する制裁からの保護
原則45： 情報の廃棄及び開示拒否に対する処罰
原則46： 公務関係者による情報暴露に対する刑罰の限度
原則47： 公務員以外の者による機密情報の保有及び流布に対する制裁からの保護
原則48： 情報源の保護
原則49： 事前の制限

第8章 結びの原則
原則50： 本原則と他の基準との関連